# استودیو میثاقیه
استودیو میثاقیه یک شرکت فیلمسازی در تهران بود که در ۱۵ آذر ۱۳۳۸ توسط مهدی میثاقیه تأسیس شده بود. فریاد نیمه‌شب اولین فیلم این استودیو در سال ۱۳۴۰ بوده است. این استودیو پس از انقلاب ۱۳۵۷ مصادره شد و ساختمان آن هم‌اکنون به‌عنوان ساختمان شماره ۲ بنیاد سینمایی فارابی استفاده می‌شود.
از مطرح‌ترین فیلم‌های ساخته شده توسط این استودیو میتوان به گوزنها و سلطان قلبها اشاره کرد.

## فیلم‌شناسی
- جای امن (۱۳۵۶)
- ماهی‌ها در خاک می‌میرند (۱۳۵۶)
- برهنه تا ظهر با سرعت (۱۳۵۵)
- گوزنها (۱۳۵۳)
- خاک (۱۳۵۲)
- فرزند شمشیر (۱۳۵۲)
- بلوچ (۱۳۵۱)
- پستچی (۱۳۵۱)
- حکیم‌باشی (۱۳۵۱)
- سرزمین دلاوران (۱۳۵۱)
- صلاح الدین ایوبی (۱۳۵۱)
- این گروه زبل (۱۳۵۰)
- درختان ایستاده می‌میرند (۱۳۵۰)
- رسوای عشق (۱۳۵۰)
- سه دلاور (۱۳۵۰)
- سه دلاور بی‌باک (۱۳۵۰)
- شیادان (۱۳۵۰)
- محلل (۱۳۵۰)
- آدم و حوا (۱۳۴۹)
- تاکسی عشق (۱۳۴۹)
- حادثه جویان (۱۳۴۹)
- شهر گناه (۱۳۴۹)
- روسپی (۱۳۴۸)
- قاتلین هم می‌گریند (۱۳۴۸)
- ببر مازندران (۱۳۴۷)
- دزد سیاهپوش (۱۳۴۷)
- سلطان قلبها (۱۳۴۷)
- مرد حنجره طلایی (۱۳۴۷)
- سرنوشت (۱۳۴۶)
- مرد بی ستاره (۱۳۴۶)
- مردی از اصفهان (۱۳۴۶)
- نیم وجبی (۱۳۴۶)
- بی عشق هرگز (۱۳۴۵)
- حاتم طائی (۱۳۴۵)
- سه ناقلا در ژاپن (۱۳۴۵)
- سرسام (۱۳۴۴)
- سه کارآگاه خصوصی (۱۳۴۴)
- انسان‌ها (۱۳۴۳)
- سه تفنگدار (۱۳۴۳)
- ساحل انتظار (۱۳۴۲)
- فرار (۱۳۴۲)
- نابغه هفت‌ماهه (۱۳۴۲)
- وحشت (۱۳۴۲)
- قربون خودم (۱۳۴۱)
- کلید (۱۳۴۱)
- فریاد نیمه شب (۱۳۴۰)